# Debit
Debit (Bjelina, Čarapar, Debit bijeli, Bilina, Debić, Pagadebit, Puljižanac) je kasna sorta bijelog grožđa. Uglavnom se uzgaja u sjevernoj i srednjoj Dalmaciji te unutrašnjosti Hrvatske. Bobice su srednje veličine zlatno žute boje a grozdovi srednje veličine ili veliki.
Iako se smatra autohtonom sortom, stari naziv (Puljižinac) sugerira talijansko porijeklo.
Debit je uglavnom suho, svježe vino svjetlije žute boje, lagano kiselkaste i pune arome. U prošlosti se proizvodio stajanje na komini, te ja tada bio jake boje tzv. žutine. Najčešće ima 11 do 13% alkohola.

## Vanjske poveznice
- Mali podrum  Arhivirana inačica izvorne stranice od 28. rujna 2007. (Wayback Machine) - Debit; hrvatska vina i proizvođači
- The Croatian Vitis and Olea Database  Arhivirana inačica izvorne stranice od 28. rujna 2007. (Wayback Machine) - Debit